# Тупољев Ту-334
Тупољев Ту-334, (рус. Туполев Ту-334) је двомоторни путнички авион на млазни погон, руског конструкторског бироа Тупољев, намењен за кратколинијски авио саобраћај. Рад на пројекту је започет крајем осамдесетих, а први лет прототипа био је 8. фебруара 1999. године. Направљен је првенствено да замени старе Ту-134 и Јаковљев Јак-42 авионе. Ту-334 је настао на основу већег Ту-204, само са мањим трупом, Т репом и два млазна мотора монтирана на репу.

## Пројектовање и развој
Рад на авиону Ту-334 је почела крајем 1980. године у ОКБ 156 Тупољев (Опитни Конструкциони Биро - Тупољев), али до данашњег дана развој и производња иду споро због финансијских и организационих потешкоћа. Прототип Ту-334 је први пут полетео на 8. фебруара 1999. године, и након тога је приказан на неколико изложби авијације. Направљена су два примерка Ту-334, који су добили потребне сертификате. Првобитно планирано да се покрене производња у две фабрике - у Русији, Фабрика авиона „Горбунова“ из Казања и у Кијеву, Украјина, али је касније одлучено да се производи само у Русији. Године 2003. представљена је модификована верзија Ту-334-100. Од средине 2007 направљено је укупно пет авиона, укључујући и један за статичка испитивањима и два за тестирање у лету.

### Технички опис
Авион Ту-334 је аеродинамички направљен као конзолни нискокрилац са стреластим крилима, на чијим се крајевима налазе винглете, у циљу елиминисања индукованог отпора. Пошто су два мотора смештена на репу трупа авиона, крила су аеродинамички чиста, а реп је у облику великог слова Т (хоризонтални репни стабилизатори су на врху кормила правца). Авион се испоручују у стандардној верзији са два млазна мотора Прогрес Д-436Т1 потиска 73 kN, или Прогрес Д-436Т2 у зависности од типа авиона, а по жељи наручиоца могу се уградити и мотори Rolls-Roys BR710-48 или BR715-56, потиска 73,6 kN. Мотори су опремљени системом за контра потисак, за кочење авиона при слетању. Авион је опремљен најсавременијом авиоником, кокпит је потпуно дигитализован, тако да су на шест колор екрана приказани сви витални параметри лета и рада агрегата. Систем управљања авионом и моторима је електрични. Ови системи су потпуно исти као и код авиона Ту-204 тако да пилоти без икакве додатне обуке могу летети на оба ова типа авиона. Авион има увлачећи стајни трап система трицикл, предња носна нога и две задње, основне ноге, се налазе испод крила авиона. Свака има по 2 точка са нископритисним гумама, али већих димензија него што су то предњи точкови. Авион има укупно 6 точкова који му омогућавају безбедно слетање. Труп авиона је округлог попречног пресека, потпуно идентичан авиону Ту-204, и у њега у један ред могу стати шест седишта са пролазом кроз средину авиона. Изнад глава путника направљене су оставе за смештај приручног пртљага и гардеробе. У зависности од типа авиона у труп се може поставити од 92 до 126 седишта.

### Технологија
Ту-334 је део нове генерације руског авиона, као што су Ту-204 и Иљушин Ил-96. Ту-334 поседује многе технолошке иновације као што су:

- Fly-by-wire (електрично управљање авионом)
- екрански кокпит, доступан у две варијанте руска и инострана (западна),
- напредна суперкритична крила опремљена винглетама,
- напредна руска или страна авионика.

### Варијанте авиона Тупољев Ту-334
- Ту-334-100  - производни модел са 92 (бизнис-економска) до 102 (економска класа) путника погоњен са два млазна мотора Прогрес Д-436Т1, долет 3.150 ,
- Ту-334-100С  - карго верзија авиона Ту-334-100, носивост 11 t, долет 3.150 ,
- Ту-334-120  - верзија авиона Ту-334-100 погоњен са два млазна мотора Rolls-Roys BR710-48, долет 6.500 km,
- Ту-334-100Д  - верзија авиона са 92 (бизнис-економска) до 102 (економска класа) путника, са два мотора Прогрес Д-436Т2, долет 4.000 km,
- Ту-334-120Д  - верзија авиона Ту-334-100Д са два млазна мотора Rolls-Roys BR715-56,
- Ту-334-200  - верзија авиона са дужим трупом и распоном крила са два мотора Прогрес Д-436Т2, капацитетом 126 путника и долетом 4.000 ,
- Ту-334-220  - верзија авиона Ту-334-200 са два мотора  BR715-56, капацитетом 126 путника и долетом 4.000 ,
- Ту-334-220С  - карго верзија авиона Ту-334-220, носивост 15 t, и долетом 4.000 ,

## Оперативно коришћење
До сада произведени авиони овог типа служе углавном за промотивне летове у циљу уговарања поруџбина. За сада се зна да је Канцеларија председника Русије наручила 6 примерака ових авиона, Иран 5, а остале авио-компаније из Русије око 50 примерака као прелиминарне поруџбине. Авион се производи у фабрици авиона „Горбунов“ из Казања.
У односу на претходне руске путничке авионе пре свега Ту-134 па и Ту-154, које треба да замени овај тип авиона, Ту-334 има следеће предности:
- низак ниво буке у путничкој и пилотској кабини,
- Усклађеност са Поглављем 4. ИЦАО за буку па се може користити и за саобраћај у Западној Европи,
- поседује систем за предупређење судара,
- ниска потрошња горива по путнику и пређеном километру,
- висок ниво комфора,
- могућност уређења простора кабине путника према жељи купца,
- могућност избора мотора.